# Mávahlátur
Mávahlátur é um filme de drama islandês de 2001 dirigido e escrito por Ágúst Guðmundsson. Foi selecionado como representante da Islândia à edição do Oscar 2002, organizada pela Academia de Artes e Ciências Cinematográficas.

## Elenco
- Margrét Vilhjálmsdóttir - Freyja
- Ugla Egilsdóttir - Agga
- Heino Ferch - Björn Theodór
- Hilmir Snær Guðnason - Magnús
- Kristbjörg Kjeld - Amma
- Edda Björg Eyjólfsdóttir - Dódó
- Bára Lyngdal Magnúsdóttir - Dísa
- Eyvindur Erlendsson - Afi
- Guðlaug Elísabet Ólafsdóttir - Ninna
- Sigurveig Jónsdóttir - Kidda
- Diijá Mist Einarsdóttir - Emelía
- Halldóra Geirharðsdóttir - Birna